# Santiago Labarca
Santiago Labarca Labarca (Chillán, 1 de marzo de 1893-1968)  fue un político e ingeniero civil chileno. Fue diputado por Santiago en tres períodos, luego ministro de Educación y de Hacienda de Chile.

## Biografía
Nació en Chillán, el 1 de marzo de 1893, hijo de Santiago Labarca Walton y Josefina Labarca Ojeda.
Se casó 1921, con Berta Vergara Varas y tuvieron tres hijos.
Estudió en el Liceo de Chillán y en la Facultad de Ciencias Físicas y Matemáticas de la Universidad de Chile. Se recibió de ingeniero civil el 26 de noviembre de 1917. Su proyecto final se llamó "Sobre resistencia de materiales, hidráulica y ferrocarriles". Se dedicó a ejercer su profesión en Santiago.
En 1915 fue presidente del Centro de Ingeniería, lo que le sirvió de plataforma, para ocupar la presidencia de la Federación de Estudiantes, al año siguiente fue reelegido. Firmó los registros Radicales, fue presidente del Centro de Propaganda y también fue presidente del partido.
En el año 1920, fue tomado preso por subversivo, pasando varios meses en prisión. En 1923, el fiscal Amenábar Ossa pidió su sobreseimiento.

## Actividad política
Fue elegido diputado por Santiago, periodo 1921-1924, fue diputado reemplazante en la Comisión Permanente de Relaciones Exteriores y Colonización, en la de Instrucción Pública y en la de Obras Públicas. Integró la Comisión Permanente de Legislación Social. Fue miembro del Comité Parlamentario de su partido.
Reelecto diputado por Santiago, periodo 1924-1927, integró la Comisión Permanente de Legislación Social y la de Obras Públicas. Fue disuelto el Congreso, el 11 de septiembre del mismo año 1924, por Decreto de la Junta de Gobierno.
Nuevamente electo diputado, pero por la Octava Circunscripción Departamental "La Victoria, Melipilla y San Antonio", período 1926-1930. Integró la Comisión Permanente de Gobierno Interior, de la que fue su presidente, y la de Trabajo y Previsión Social.
En 1931 continuó en el servicio público, como ministro de Educación Pública, nombrado por el vicepresidente Juan Esteban Montero, desde el 15 de noviembre de 1931 al 8 de abril de 1932. Posteriormente, en el año 1944, fue nombrado ministro de Hacienda, por el presidente Juan Antonio Ríos Morales, cargo que ocupó desde el 6 de octubre de 1944 hasta el 14 de mayo de 1945.
En 1922 fue nombrado tasador oficial de la Caja Hipotecaria y miembro del Consejo de la Caja, el mismo año. Inspector del Instituto de Crédito Industrial en 1922, tasador y director de la misma entidad. En 1923 fue consejero de Ferrocarriles del Estado y fue presidente de la Delegación de Ingenieros Ferroviarios que visitó los Ferrocarriles Argentinos. Al año siguiente, 1924, fue nombrado secretario general de la Caja de Crédito Agrario, cargo que ejerció desde su fundación en 1924, hasta 1927.
Entre los años 1933 a 1937, se desempeñó como administrador general de la Caja de Seguro Obligatorio. En 1937 fue miembro del Consejo y gerente, de la Compañía de Transportes Unidos S.A. En 1939 fue gerente de Vidrios Neutros S.A. y director del Laboratorio Beta S.A.. Ese mismo año fue designado presidente de la Comisión de Cambios Internacionales.
Posteriormente, en 1944, fue vicepresidente del Consejo de Comercio Exterior. Representó a la Corporación de Ventas de Salitre y Yodo (COVENSA) en España y Egipto. Director de la Sociedad Lechera de Graneros, director de Warrants Gómez y Cía. Ltda., asesor técnico de la firma constructora Secchi y Berlendis y consejero de la Fábrica Nacional de Sacos.
Entre otras cosas, fue profesor de Sociología en los cursos de verano de la Universidad de Chile y rector de la Universidad Técnica del Estado, 1957 a 1959.

## Actividad diplomática

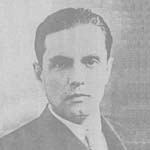
Santiago Labarca Labarca.

En el aspecto diplomático, permaneció en Turquía, como jefe de la sección técnica de la Comisión Mixta de Intercambio de Poblaciones Griegas, Turcas y de Constantinopla, en los años 1928 a 1931. Fue árbitro del diferendo de límites entre Panamá y Costa Rica en 1944. Y por último, fue embajador de Chile en Italia, 1959 a 1963.
Colaboró en la prensa con artículos políticos, en 1923 dirigió la revista "Numen" y predicaba la revolución social, también publicó folletos de algunos de sus discursos. En general, colaboró en numerosas publicaciones de su época y usó como pseudónimo Dr. Ax o Dr. Raper.
Fue también socio del Club de La Unión en 1935, presidente del Centro de Ingenieros desde 1919, socio del Club de Ingenieros a partir de julio de 1938.
Miembro honorario del Centro de Estudiantes de Ingeniería de Buenos Aires. Recibió condecoraciones, la Gran Cruz de la Orden Vasco Núñez de Balboa de Panamá, y Comendador de la Orden Danebray de Dinamarca.
Perteneció a la Masonería.
En el año 1927 tuvo que emigrar y se fue a Ecuador, desde donde enviaba correspondencia a El Diario Ilustrado. Después emprendió viaje a Europa y a Asia.
Falleció en 1968.